# 高准翼
高 准翼（コ ジュンイ、朝：고준익、Gao Zhŭnyì、1995年8月21日 -）は、中華人民共和国出身のプロサッカー選手。中国代表。ポジションはディフェンダー（センターバック）。

## 経歴
8歳からサッカーを始め、2009年に上海幸運星に加入、2014年カターレ富山に加入した。契約年数は3年と報じられた。また富山加入前、J1を含む日本や韓国のクラブが興味を示し何度も視察に訪れていたとも報じられた。
加入した2014年シーズンの第3節でリーグ初出場を果たす。これはこの時点でのクラブ最年少出場記録だった。
同季第10節では右SBで出場し、リーグ初得点を記録した。これはドリブルで持ち込んでの左足によるゴールだったが、本人が足で決めた初めてのゴールでもあった 。また、これはこの時点でのクラブ最年少得点記録（18歳8カ月8日）であり、中国人選手によるJリーグ初得点記録でもある。
2015年、アビスパ福岡へ完全移籍。
2015年7月、山東魯能泰山へ完全移籍。
2016年、河北華夏幸福にレンタル移籍、2017年完全移籍した。
同年1月にはマルチェロ・リッピによりA代表招集され、1月10日のアイスランド戦で代表デビューを果たしている。
2019年2月、広州恒大淘宝へ完全移籍。
2022年、武漢三鎮へ移籍。

## 人物
父は元サッカー中国代表選手の高仲勲であり、富山加入時に背番号は父の現役時代と同じ20を選んだ。賈秀全、徐暁飛につづき、Jリーグでプレーする3人目の中国人選手である。
吉林省延辺朝鮮族自治州出身の朝鮮族であり朝鮮語も話すことができる。
日本に来た当初は生活習慣の違いに戸惑い、ゴミの分別にも苦労したが、シーズンが開幕した3月のインタビューの時点ではもう慣れたと語っている。

## 個人成績
| 国内大会個人成績 | 国内大会個人成績 | 国内大会個人成績 | 国内大会個人成績 | 国内大会個人成績 | 国内大会個人成績 | 国内大会個人成績 | 国内大会個人成績 | 国内大会個人成績 | 国内大会個人成績 | 国内大会個人成績 | 国内大会個人成績 |
| 年度             | クラブ           | 背番号           | リーグ           | リーグ戦         | リーグ戦         | リーグ杯         | リーグ杯         | オープン杯       | オープン杯       | 期間通算         | 期間通算         |
| 年度             | クラブ           | 背番号           | リーグ           | 出場             | 得点             | 出場             | 得点             | 出場             | 得点             | 出場             | 得点             |
| 日本             | 日本             | 日本             | 日本             | リーグ戦         | リーグ戦         | リーグ杯         | リーグ杯         | 天皇杯           | 天皇杯           | 期間通算         | 期間通算         |
| ---------------- | ---------------- | ---------------- | ---------------- | ---------------- | ---------------- | ---------------- | ---------------- | ---------------- | ---------------- | ---------------- | ---------------- |
| 2014             | 富山             | 20               | J2               | 17               | 1                | -                | -                | 1                | 0                | 18               | 1                |
| 2015             | 福岡             | 21               | J2               | 7                | 0                | -                | -                | -                | -                | 7                | 0                |
| 中国             | 中国             | 中国             | 中国             | リーグ戦         | リーグ戦         | リーグ杯         | リーグ杯         | FA杯             | FA杯             | 期間通算         | 期間通算         |
| 2015             | 山東魯能泰山     |                  | 超級             | 0                | 0                | -                | -                | 0                | 0                | 0                | 0                |
| 2016             | 河北華夏幸福     | 33               | 超級             | 23               | 0                | -                | -                | 2                | 0                | 25               | 0                |
| 通算             | 日本             | 日本             | J2               | 24               | 1                | -                | -                | 1                | 0                | 25               | 1                |
| 通算             | 中国             | 中国             | 超級             | 23               | 0                | -                | -                | 2                | 0                | 25               | 0                |
| 総通算           | 総通算           | 総通算           | 総通算           | 47               | 1                | -                | -                | 3                | 0                | 50               | 1                |

- Jリーグ初出場 - 2014年3月26日 J2 第3節 対横浜FC戦（富山）先発
- Jリーグ初得点 - 2014年4月29日 J2 第10節 対松本山雅FC戦（富山）

## 代表歴
- 2013年 - 2014年 U-18/U-19中国代表

### 試合数
- 国際Aマッチ 14試合（2017年-）[12]

| 中国代表 | 国際Aマッチ | 国際Aマッチ |
| 年       | 出場        | 得点        |
| -------- | ----------- | ----------- |
| 2017     | 4           | 0           |
| 2018     | 0           | 0           |
| 2019     | 4           | 0           |
| 2020     | 0           | 0           |
| 2021     | 1           | 0           |
| 2022     | 2           | 0           |
| 2023     | 3           | 0           |
| 2024     |             |             |
| 通算     | 14          | 0           |